# ويللو فلوود
ويللو فلوود (بالإنجليزية: Willo Flood)‏ (10 أبريل 1985 بدبلن في جمهورية أيرلندا - ) هو لاعب كرة قدم أيرلندي في مركز الوسط. شارك مع منتخب جمهورية أيرلندا تحت 20 سنة لكرة القدم ومنتخب جمهورية أيرلندا تحت 21 سنة لكرة القدم. أما مع النوادي، فقد لعب مع دندي يونايتد وكارديف سيتي وكوفنتري سيتي ومانشستر سيتي ونادي أبردين ونادي سلتيك ونادي ميدلزبره ونادي روتشديل.

## وصلات خارجية
- ويللو فلوود على موقع قاعدة بيانات كرة القدم.إي يو (الإنجليزية)
- ويللو فلوود على موقع Soccerbase.com (لاعب) (الإنجليزية)
- ويللو فلوود على موقع عالم كرة القدم.نت (الإنجليزية)